# دنیس پوزدر
دنیس پوزدر (انگلیسی: Denis Pozder؛ زادهٔ ۱۱ دسامبر ۱۹۸۹) بازیکن فوتبال اهل آلمان است.
از باشگاه‌هایی که در آن بازی کرده‌است می‌توان به باشگاه فوتبال ژلیزنیچار سارایوو و باشگاه فوتبال آلمانیا آخن اشاره کرد.